# Зорничка (часопис за децу)
Зорничка, часопис за децу (свк. Zornička, časopis pre deti) је словачки часопис за децу који излази у Бачком Петровцу.

## Историјат
Током историје издаваштва Словака у Војводини постојала су три часописа са називом Зорничка: часопис за омладину који је 1864-1865 у Новом Саду уређивао и издавао професор Јозеф Подхрадски, часопис за децу који је излазио 1925-1927 у Старој Пазови, и на крају месечник Зорничка, основан 1939. године, који и данас излази. Битно је нагласити да ово није био првобитни назив часописа. На самом почетку излазио је под називом Naše slniečko (Наше сунашце) (1939-1941, 1945-1947), потом Naši pionieri (Наши пионири) (1947−1970), Pionieri (Пионири) (1970−1990), а од 1990. добија данашње име.
Излази једном месечно, осим јула и августа, а читаоци су углавном ученици словачких основних школа у Војводини. Главни и одговорни уредник је Владимир Валенћик, а његов заменик је Зорослав Спевак Јесенски. Редакцију чине Катарина Моснак Багљаш, Адам Иван Хучок и Јан Жолнај.
Рубрике часописа укључују Galéria výkresov (Галерија цртежа читалаца), Úvodník (Уводна реч уредника), Nová knííí - ha - ha - ha (нове књиге за децу), Rozprávky zo sveta (Бајке из света; у сваком броју је представљена по једна бајка из усмене традиције култура Азије, Европе, Африке...), Zorničkine talenty (Зорничкини таленти; представљање малих талената), (Ne)bezpečný internet ((Не(безбедни) интернет; савети за децу како да безбедно користе интернет и технологију уопште), Športové behy a príbehy (Спортске приче), Listáreň (Писма читалаца), Čaroslovník (Својеврсни речник, који појмове објашњава у виду кратких, хумористичких прича), Zábavník (Енигматика) и Smiechovník (Вицеви и шале). Осим редовних рубрика часопис објављује и песничка и прозна дела словачких, српских и светских аутора. Такође постоји и рубрика тема броја, праћена песмом и едукативним текстом.
Данас Зорничкa излази у издању Словачког издавачког центра у Бачком Петровцу, а финансијски је подржана од стране Покрајинског секретаријата за културу, јавно информисање и односе с верским заједницама, Фонда Slovenské tlačené slovo NRSNM из Новог Сада и Канцеларије за дијаспору Словачке Републике у Братислави.
Зорничка већ дуги низ година редовно објављује конкурс за писце књижевности за децу, на којем стручни жири бира најбољу песму и приповетку. Циљ конкурса је, с једне стране, подршка већ познатим ауторима, а с друге, мотивисање и привлачење младих, неафирмисаних писаца књижевности за децу.

## Галерија
- Насловна страна првог броја часописа за децу Naše slniečko (1939)
- Адела Чајакова-Петровичова, уредница часописа Naše slniečko
- Олга Гарај-Бабилон, словачка сликарка која је била илустраторка и уредница часописа Naše slniečko
- Насловна страна часописа  Naši pionieri (1947)
- Фотографија (слева надесно) Ане Мајере (учитељице, уреднице дечијег часописа Naši pionieri/Pionieri и књижевнице), Павела Мучаја (песника, прозног писца, аутора за децу и уредника часописа Naši pionieri) и чешке песникиње из Хрватске Жофије Краткове (1970)